# Michele I Apafi
Michele I Apafi (1632 – 1690) è stato un generale ungherese, principe di Transilvania dal 1662 al 1690.
Dopo aver combattuto il Montecuccoli, si alleò con Fazil Ahmed Köprülü (1668) e cacciò le truppe imperiali dalla Transilvania. Divenuto potentissimo, si spinse all'assedio di Vienna, ma fu respinto.

## Fonti
1.Articolo sull'Enciclopedia Treccani